# Рогув-Парцеля
Рогув-Парцеля (пол. Rogów-Parcela) — село в Польщі, у гміні Рогув Бжезінського повіту Лодзинського воєводства.
У 1975-1998 роках село належало до Скерневицького воєводства.